# Balaklava (Australia)
Balaklava è una città dell'Australia Meridionale (Australia); essa si trova 90 chilometri a nord di Adelaide ed è la sede della Municipalità di Wakefield. Al censimento del 2006 contava 1.626 abitanti.